# Shoshenq II
Heqakheperre Shoshenq II là một pharaon cai trị thuộc Vương triều thứ 22 trong lịch sử Ai Cập cổ đại. Ông là vị vua duy nhất của vương triều này mà lăng mộ không bị đột nhập bởi những tên trộm. Nơi an nghỉ cuối cùng của Shoshenq được tìm lấy là căn phòng ngoài của ngôi mộ NRT III (nơi chôn cất của Psusennes I) tại Tanis bởi Pierre Montet vào năm 1939.
Montet đã mở nắp quan tài của Shoshenq II vào ngày 20/3/1939, ngay trước sự chứng kiến của vua Farouk. Montet cũng đã tìm ra nơi chôn cất vẫn còn nguyên vẹn của 2 vị vua cùng thời với Shoshenq II, Psusennes I và Amenemope một năm sau đó (1940). Tên ngai của ông, Heqakheperre Setepenre, "Hiện thân của Ra trong sự cai trị, được Ra chọn".
Shoshenq II được biết đến rằng có 2 bà vợ, trong đó Nesitanebetashru xuất hiện trên một bức tượng thần lùn Bes của nhà vua.

## Kho báu
Mộ của Shoshenq II chứa rất nhiều vòng tay và tấm đeo ngực được khảm đá quý, cùng với đó là một cỗ quan được làm hoàn toàn từ bạc, trông rất tinh xảo. Thay vì phải mang khuôn mặt của chủ nhân, cỗ quan tài bạc này lại được chạm khắc hình đầu của một con chim ưng. Bên cạnh đó còn có 4 quan tài bằng bạc nhỏ hơn đóng vai trò như những chiếc bình canopic trước đây. Bên trong cỗ quan tài là một xác ướp mang một chiếc mặt nạ bằng vàng. Ngoài ra, người ta cũng tìm thấy nhiều vật dụng khác vẫn trong tình trạng được bảo quản tốt.

## Danh tính của Shoshenq II

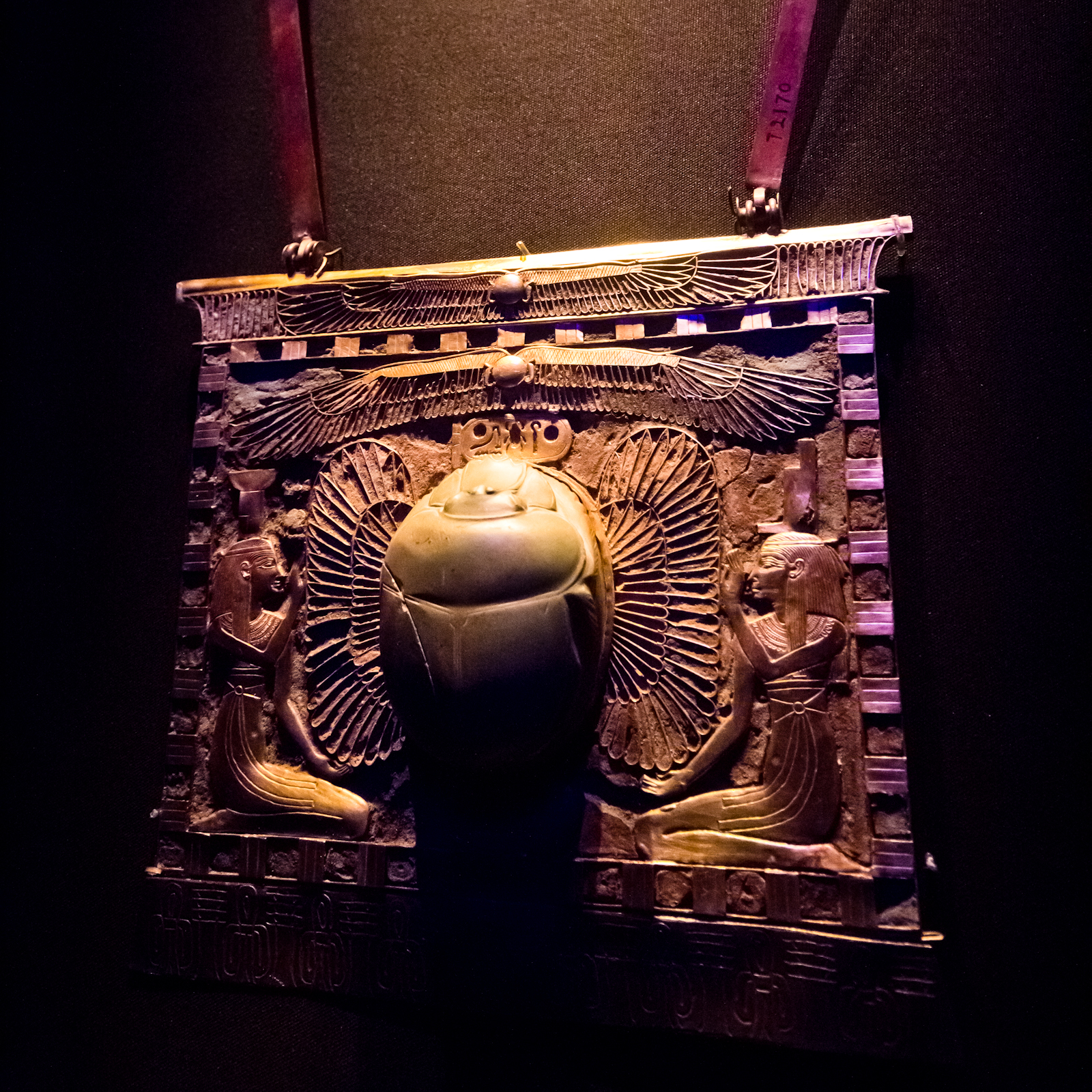
Tấm đeo ngực của Shoshenq II

Có khả năng Shoshenq II là con của vua Shoshenq I. Hai cái vòng tay và một tấm đeo ngực từ mộ của Shoshenq II có nhắc đến Shoshenq I, "Đại thủ lĩnh của Meshwesh" - danh hiệu được sử dụng dưới Psusennes II trước khi Shoshenq I lên làm vua. Những hiện vật này có thể nhắc đến mối quan hệ cha con giữa hai người hoặc chỉ đơn giản là những kỷ vật được truyền lại cho một người kế vị.
Một số học giả ngày nay cho rằng Shoshenq II thực sự là một người con trai nhỏ của Shoshenq I, dựa vào những hiện vật đã đề cập ở trên. Một cuộc giám định pháp y trên xác ướp của Shoshenq II được thực hiện bởi tiến sĩ Douglas Derry cho thấy nhà vua đã qua đời ở tầm độ tuổi 50. Vì vậy, Shoshenq II có thể sống được qua 35 năm trị vì của vua Osorkon I và đã cai trị Ai Cập trong vài năm sau đó, trước khi Takelot I nắm quyền. Sử gia Hy Lạp Manetho cho rằng, có tới 3 vua cai trị xen giữa 2 cha con Osorkon I và Takelot I. 3 vị vua này rất khó mà xác định được là ai bởi vì sự thiếu hụt các bằng chứng cộng thêm sự cai trị ngắn ngủi của họ. Ngoài Shoshenq II thì có lẽ Tutkheperre Shoshenq là một trong hai người còn lại. Tutkheperre Shoshenq được chứng thực ở một đền thờ tại Bubastis, nơi mà Osorkon I và Osorkon II có những công trình xây dựng tại đó.
Một bằng chứng cho thấy Shoshenq II là vua tiền nhiệm của Harsiese A dựa vào nắp quan tài bằng granite mang hình đầu chim ưng của Harsiese. Phong cách này khá giống với nắp quan tài bạc của Shoshenq. Harsiese A là vua đầu tiên của Vương triều thứ 23, cai trị song song với thời của Takelot I và Osorkon II. Một điều nữa chứng tỏ Shoshenq II cai trị trước Harsiese A là vì Harsiese là con của Đại tư tế Amun Shoshenq C tại Thebes, và vì thế Harsiese là cháu nội của Osorkon I.
Giả thuyết thứ hai cho rằng, những hiện vật mang tên Shoshenq I ở trên chỉ là những kỷ vật được trao lại cho người kế vị mới, không phải là bằng chứng về mối quan hệ nào giữa Shoshenq I và II. Cách giải thích này được đưa ra bởi Jürgen von Beckerath trong cuốn sách mà ông đã viết vào năm 1997, Chronologie des Pharaonischen Ägypten, người cũng tin rằng Shoshenq II là anh của Takelot I. Điều nàu cũng được Norbert Dautzenberg tán thành. Tuy nhiên, Beckerath lại đặt Shoshenq II giữa Takelot I và Osorkon II.
Kenneth Kitchen thì nghĩ rằng, Shoshenq II chính là Đại tư tế Amun Shoshenq C, con trai của Osorkon I và hoàng hậu Maatkare B, người đã đồng cai trị với vua cha nhưng lại mất sớm. Kitchen dựa vào những mảnh băng quấn xác của Nakhtefmut, trên đó có đánh dấu năm trị vì thứ 3 và 33. Năm thứ 33 chắc chắn là của Osorkon I vì xác ướp của Nakhtefmut có đeo một chiếc nhẫn khắc tên của Osorkon. Vì thế năm thứ 33 của Osorkon sẽ tương đương "năm thứ 3" của Shoshenq II, sau này là Shoshenq C.
Sự đồng cai trị này hoàn toàn không có cơ sở bởi vì 2 năm trị vì này không được đánh dấu trên cùng một mảnh băng, vì thế chúng có thể không được quấn vào cùng 1 thời điểm. Điều này xảy ra đối với xác ướp của Khonsmaakheru (hiện đang ở Đức), trong đó các băng vải được tìm thấy đánh dấu tới 3 năm: 11, 12, 23 dưới triều vua Osorkon I và xác ướp của Đại tư tế Djedptahiufankh cũng mang nhiều băng vải đánh dấu các năm thứ 5, 10, và 11 của Shoshenq I. Do đó, năm thứ 3 trên xác ướp Khonsmaakheru cũng là của Osorkon I.
Không có bằng chứng nào cho thấy Shoshenq C tự nhận mình là một người hoàng gia, theo Jacquet-Gordon. Cô cũng cho biết, Harsiese chỉ đề cập đến cha mình là một tư tế trên bức tượng của thần Bes mà không mang một tên hoàng gia nào. Điều này cho thấy rằng Shoshenq C không phải là vua Shoshenq II.

## Triều đại độc lập

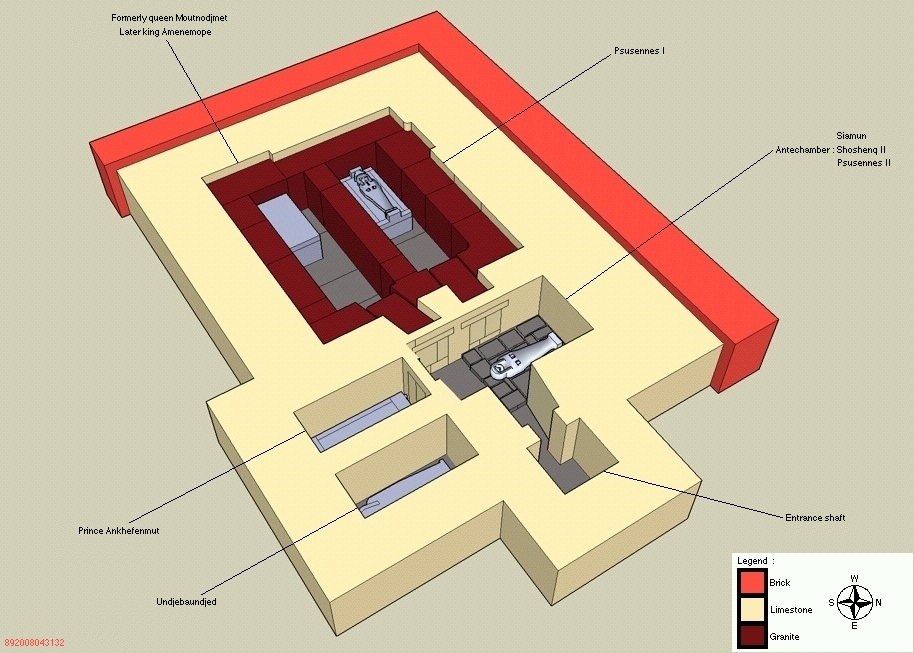
Sơ đồ ngôi mộ NRT III cho thấy nơi mà Shoshenq II được chôn cất

Tất cả những hiện vật trong mộ của Shoshenq II đều không mang tên của Osorkon I. Điều này không thể xảy ra nếu Shoshenq II thực sự là Shoshenq C, tức con trai của Osorkon I. Điều này cho thấy Heqakheperre Shoshenq II không phải là con trai của Osorkon I mà là con trai của người khác, có lẽ Shoshenq I. Karl Jansen-Winkeln đã viết trong sách của mình như sau: "Những cá nhân được chôn cất trong các ngôi mộ hoàng gia (tại Tanis) thường khắc tên cha mẹ của họ lên những kỷ vật, vì vậy vị vua này (chỉ Shoshenq II) có thể là con của Shoshenq I".
Vì tất cả những vật phẩm được tùy táng theo Shoshenq II đều mang duy nhất một cái tên hoàng gia Heqakheperre, ông thực sự có một triều đại riêng cho mình chứ không phải chỉ là một người đồng cai trị. Beckerath dựa vào lập luận này và đã gán cho Shoshenq II một triều đại 2 năm. Rolf Krauss và David Alan Warburton cũng đã gán cho Shoshenq II thời gian trị vì khoảng 1 - 2 năm và đặt ông giữa Takelot I và Osorkon II trong ấn phẩm của họ. Thomas Schneider cũng đã hoàn toàn đồng ý với điều này và xếp cả Shoshenq II và Tutkheperre Shoshenq vào giữa Takelot I và Osorkon II. Việc sử dụng bạc nguyên chất để chế tác ra cỗ quan tài Shoshenq II thể hiện uy quyền mạnh mẽ của ông bởi vì "bạc là một nguyên liệu rất hiếm ở Ai Cập, quý hơn cả vàng".

## An táng
Cuộc khám nghiệm thi hài của Shoshenq II bởi tiến sĩ Derry cho thấy rằng nhà vua đã chết vì nhiễm trùng nặng từ vết thương ở đầu. Shoshenq II đã được cải táng vào căn phòng ngoài của ngôi mộ NRT III (nơi chôn cất của Psusennes I). Ngôi mộ đầu tiên của ông (không rõ) đã bị ngấm nước bởi vì người ta tìm thấy dấu vết của rêu trên cỗ quan tài và trên phần chân của xác ướp.